# 9179 Сачмо
9179 Сачмо (9179 Satchmo) — астероїд головного поясу, відкритий 13 березня 1991 року.
Тіссеранів параметр щодо Юпітера — 3,220.
Названо на честь Луї Армстронга на прізвисько Сачмо (англ. Louis Armstrong, 1901-1971) — американський джазовий музикант: трубач і співак, у США відомий як король джазу.